# La tragedia del silencio
La tragedia del silencio es un largometraje mudo colombiano en blanco y negro. Fue dirigido por Arturo Acevedo Vallarino y se estrenó el 18 de julio de 1924 en el teatro Faenza de Bogotá, y el 9 de octubre de 1924 en el teatro Junín de Medellín, en Colombia. Considerado como la primera película totalmente colombiana, relata la historia de un hombre enfermo de lepra. Por otra parte, es la única película colombiana, durante el periodo del cine mudo, para la cual se compuso una música original, interpretada durante la proyección, la cual fue escrita por el compositor Alberto Urdaneta Forero (1895-1954).
Durante su primera presentación, este largometraje fue bien recibido por el público y por la crítica. Posteriormente fue exportado a Panamá y a Venezuela, con el mismo éxito. Esta película es el uno de los primeros ejemplos de la importancia que da Colombia a la imagen transmitida por el cine nacional. Efectivamente, a causa del tema abordado de la lepra, fue criticado por algunos comentaristas que temían un impacto negativo en la imagen del país. Aunque esta película ya no existe en su totalidad, la Fundación patrimonio fílmico colombiano consiguió mantener en sus archivos un extracto de 22 minutos y 45 segundos de duración, el cual está disponible libremente en Internet.

## Argumento
Según lo que puede visualizarse del fragmento conservado de La tragedia del silencio, la historia parece estar centrada sobre el drama vivido por un hombre que estaría contagiado de lepra. El hombre, un ingeniero, trabaja para una empresa ferroviaria y pasa su tiempo libre elaborando los planos del orfanato de un amigo de la familia, el padre Alberto. Una vez puesto al corriente de su enfermedad como consecuencia de exámenes de laboratorio, el protagonista decide contarle sobre su dolencia a su esposa y a su hija. Un estudiante que es el guardián, aprovecha la oportunidad para cortejar a su esposa. Finalmente, cuando está a punto de suicidarse, el ingeniero se da cuenta de que el diagnóstico de su enfermedad es erróneo, debido a que un auxiliar había confundido los resultados de los exámenes. Supera entonces la adversidad y consigue salvar su amor conyugal.

## Producción

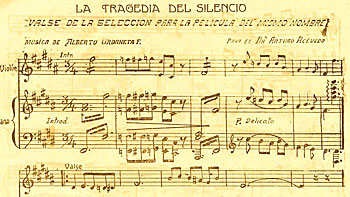
Partitura de la música de la película compuesta por Alberto Urdaneta Forero.

Arturo Acevedo Vallarino, productor y director de una compañía nacional de teatro de Antioquia, es uno de los pioneros del cine colombiano. De hecho, tras la introducción de las películas extranjeras en Colombia, los teatros no eran tan rentables y Acevedo decide crear una compañía de producción llamada «Acevedo e Hijos» en 1920. Esta compañía de cine era conocida inicialmente como «Casa Cinematográfica Colombia» antes que su nombre fuese cambiado, Arturo Acevedo Vallarino con la orientación de sus cuatro hijos.
Según el crítico de cine colombiano Luis Alberto Álvarez, con el fin de promover sus producciones cinematográficas, los Acevedo decidieron lanzar a la venta una revista llamada "Cine Colombia". El primer número se publicó el 1 de mayo de 1924 En este número, aparecido algunos meses antes del estreno de La tragedia del silencio, se publicó la partitura musical de Alberto Urdaneta Forero, el prólogo y los cuatro primeros capítulos de esta obra cinematográfica, filmados por "H. González Coutin", cuyo nombre real era Heliodoro González Coutin, escritor originario del Chocó, a partir de cuya novela se realizó la adaptación cinematográfica, según el investigador colombiano Gonzalo Díaz Cañadas, en una publicación de noviembre de 1986, titulada El patrimonio fílmico del Chocó, la película sería una adaptación cinematográfica realizada por el «doctor Arturo Acevedo Vallarino del cuento del chocoano Heliodoro González Coutin».
La película fue rodada en estudios provisionales que estuvieron ubicados en la casa de un sacerdote de apellido Moreira, en la ubicación actual del Teatro Jorge Eliécer Gaitán. Acevedo utilizó la primera cámara de la empresa francesa Pathé llegada a Bogotá, equipada con una lente de 45 mm, y utilizó película virgen Kodak Ektachrome.
Con La tragedia del silencio, la sociedad de producción Acevedo e Hijos, se convirtió en la primera empresa en realizar un largometraje totalmente colombiano, pues la primera película nacional El drama del 15 de octubre (1915), fue realizada por los hermanos italianos Francesco y Vincenzo Di Domenico. Luego, el filme María (1922), fue realizado por los españoles Alfredo del Diestro y Máximo Calvo Olmedo, y además el papel de la madre de Efraín fue interpretado por la actriz mexicana Emma Roldán

## Conservación
En 1987, la película documental Más allá de La tragedia del silencio, de una duración de 25 minutos, dirigida por Jorge Nieto, ofrece una visión general de la obra cinematográfica del familia Acevedo. Sin embargo, este documental tuvo como objetivo conmemorar el quincuagésimo aniversario de la primera película sonora y hablada de Colombia, también dirigida por Acevedo en 1937, Los primeros ensayos de cine parlante nacional. Para eso, Nieto utilizó tomas de archivo y material preservado de los archivos cinematográficos de los Acevedo. El interés mostrado por el director colombiano en La tragedia del silencio atrajo la atención sobre la necesidad de clasificar y catalogar los carretes existentes.
La Fundación Patrimonio Fílmico Colombiano decidió conservar y restaurar algunas de las primeras películas nacionales hechas con cinta de nitrato de celulosa, un material inflamable y muy inestable, teniendo éxito en la preservación de un extracto de La tragedia del silencio que dura 22 minutos y 45 segundos, proyectada a la velocidad de 18 fotogramas por segundo. Este esfuerzo de restauración ha permitido a esta película, entre otras, ser de nuevo accesible al público. En 2009, la Fundación Patrimonio Fílmico Colombiano, lanzó una colección de diez DVD incluyendo el trabajo de Arturo Acevedo y sus hijos. El 24 de agosto de ese mismo año, la versión restaurada de La tragedia del silencio inauguró el séptimo Festival de Cine Colombiano de Medellín, el cual tuvo como objetivo discutir diversos temas del séptimo arte colombiano y presentar las producciones cinematográficas nacionales.

## Reparto
- Lely Vargas
- Alberto López Isaza

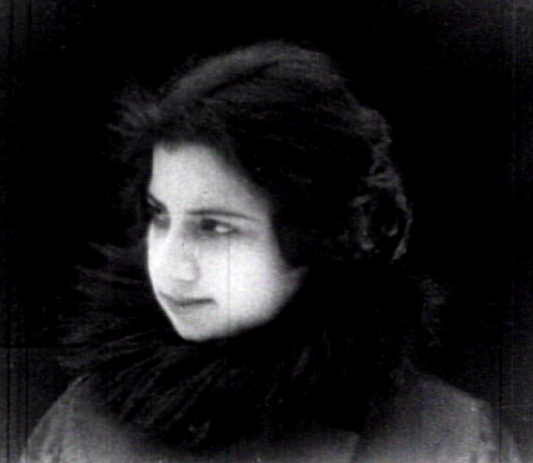
La actriz Lely Vargas en una secuencia de la película.

- Gonzalo Acevedo Bernal, en el rol del estudiante[7]
- Isabel Vargas S.
- Alberto Argáez
- Inés Medina Niño
- Germán Santacoloma
- Mercedes Niño Medina
- Jorgito Acevedo González